# Мирчанська сільська рада
| Мирчанська сільська рада — колишній орган місцевого самоврядування у Бородянському районі Київської області з адміністративним центром у с. Мирча. Водоймища на території, підпорядкованій даній раді: р. Мирчанка. Сільській раді підпорядковані населені пункти: - с. Мирча - с. Великий Ліс - с. Коблицький Ліс - с. Коблиця - с. Тальське |

## Склад ради
Рада складалася з 14 депутатів та голови.

### Керівний склад ради
| ПІБ                          | Основні відомості                                                         | Дата обрання | Дата звільнення |
| ---------------------------- | ------------------------------------------------------------------------- | ------------ | --------------- |
| Кулінічев Станіслав Петрович | Сільський голова, 1946 року народження, освіта, безпартійний              | 26.03.2006   | 31.10.2010      |
| Кулінічев Станіслав Петрович | Сільський голова, 1946 року народження, освіта вища, член Партії регіонів | 31.10.2010   |                 |

Примітка: таблиця складена за даними джерела